# Anežka Hlohovská (1361)
Anežka Hlohovská (mezi 1293 a 1296/1297 – 25. prosince 1361) byla hlohovská princezna, dolnobavorská vévodkyně, titulární uherská královna a hraběnka z Halsu pocházející z rodu Piastovců.

## Život
Anežka Hlohovská se narodila jako dcera hlohovského knížete Jindřicha III. a jeho manželky Matyldy Brunšvické. Tradičně bývá označována za Jindřichovo třetí dítě, ale mohla být také jeho prvním. Zcela nepochybně však byla nejstarší z Jindřichových dcer. Jisté je také to, že se narodila nejdříve roku 1293 a nejpozději v roce 1298. Na základě data jejího prvního manželství (1309) lze odvodit, že se pravděpodobně narodila nejpozději roku 1297.
Dne 18. května 1309 se ve Straubingu vdala za dolnobavorského vévodu Otu III. z rodu Wittelsbachů. Anežka byla Otovou druhou manželkou, první byla Kateřina Habsburská, která se za Otu vdala v roce 1279, již o tři roky později však zemřela. Anežka Otovi porodila jediného syna, Jindřicha XV., a také dceru Anežku, která se vdala za ortenburšského hraběte Jindřicha IV. Anežka Hlohovská se po svém choti titulovala jako uherská královna, ačkoli Ota v Uhersku už od roku 1307 fakticky nevládl. Ota brzy po narození Jindřicha XV. dne 9. září 1312 v Landshutu zemřel.
Podruhé se Anežka vdala v roce 1331 za hraběte Alrama z Halsu. Není známo, zda z tohoto svazku vzešli potomci. Anežka zemřela 25. prosince 1361 a byla pohřbena v klášteře Seligenthalu. Spočinula zde vedle svého prvního manžela Oty Dolnobavorského.